# José Luis Barceló
José Luis Barceló Camacho (Bogotá, 1959) es un abogado colombiano, que ejerció como Magistrado de la Corte Suprema de Justicia. Es egresado de la Facultad de Derecho 'General Luis Carlos Camacho Leyva' de la Universidad Militar Nueva Granada y es doctor honoris causa en Bioética de la misma universidad. Se desempeñó como presidente de la Sala Penal de la Corte Suprema de Justicia, entre 2011 y 2019.

## Trayectoria
Estudió derecho en la Universidad Militar Nueva Granada y se especializó en Derecho Penal en la Universidad Santo Tomás. Ha sido Magistrado Auxiliar de la Sala Penal, Juez de Instrucción Criminal Ambulante de Bogotá y Abogado Asesor de la Procuraduría Segunda Delegada para la Función Penal. 
Actualmente es profesor de la Especialización en Procedimiento Penal Constitucional y Justicia Militar de la Universidad Militar Nueva Granada, e igualmente docente de la Universidad Santo Tomás, la Universidad Libre (Colombia), la Universidad del Valle, la Universidad Nacional de Colombia, entre otras.